# 왕융포
왕융포(중국어: 王永珀, 병음: Wáng Yǒngpò, 1987년 1월 19일 ~ )는 중국의 축구 선수로 포지션은 공격형 미드필더이다.

## 클럽 경력
2004년 고향팀인 산둥 타이산에서 프로 생활을 시작해 2016년까지 13시즌간 공식전 271경기 60골을 터뜨리며 중국 슈퍼리그 3회 우승(2006, 2008, 2010) 및 2회 준우승(2004, 2013), 중국 FA컵 3회 우승(2004, 2006, 2014) 및 2회 준우승(2005, 2011), 2004년 중국 슈퍼 리그컵 우승, 2015년 중국 FA 슈퍼컵 우승, 3번의 리그 3위(2005, 2007, 2015), 2005년 AFC 챔피언스리그 8강 진출, 2번의 중국 FA컵 4강 진출(2012, 2015)의 성과를 거두었고 특히 중국 슈퍼리그 2012에서 10골을 터뜨리며 국내 선수 중 최다 득점자에 이름을 올리는 등 산둥 타이산의 핵심 미드필더로 맹활약했다.
그 후 2017년 13시즌간 몸 담았던 산둥 타이산을 떠나 톈진 톈하이로 이적하여 2019 시즌 중반까지 공식전 75경기 8골을 기록하며 중국 슈퍼리그 2017 3위, 2018년 AFC 챔피언스리그 8강 진출 등에 기여했고 2019년 시즌 중반 상하이 선화로 이적 후 공식전 5경기를 소화하며 2019년 중국 FA컵 우승에 힘을 보탰다.
그리고 2020 시즌부터 선전 FC로 이적한 뒤 중국 슈퍼리그 2021 챔피언십 라운드 진출에 일조했으며 2022 시즌까지 공식전 44경기 5골을 기록했다.

## 국가대표팀 경력
2009년 6월 1일 이란과의 친선전(1-0 승)에서 국제 A매치 데뷔전을 치른 뒤 2013년 6월 6일 2011년 AFC 아시안컵 4위에 빛나는 우즈베키스탄과의 친선 경기에서 A매치 데뷔골을 신고했다.
이후 2번의 EAFF E-1 풋볼 챔피언십(2013, 2015)에서 3골을 터뜨리며 팀의 2연속 동아시안컵 준우승에 공헌했고 2015년 11월 12일 최약체팀인 부탄과의 2018년 FIFA 월드컵 아시아 지역 2차 예선 C조 5차전에서도 2골을 터뜨리며 12-0 대승과 함께 2002년 아시아 지역 예선 이후 15년만의 중국의 월드컵 아시아 지역 최종 예선 진출에 일조했다.

## 수상

### 클럽
산둥 타이산
- 중국 슈퍼리그 : 우승 (2006, 2008, 2010), 준우승 (2004, 2013), 3위 (2005, 2007, 2015)
- 중국 FA컵 : 우승 (2004, 2006, 2014), 준우승 (2005, 2011), 4강 (2012, 2015)
- 중국 슈퍼 리그컵 : 우승 (2004)
- 중국 FA 슈퍼컵 : 우승 (2015)

상하이 선화
- 중국 FA컵 : 우승 (2019)

### 국가대표팀
중국
- EAFF E-1 풋볼 챔피언십 : 준우승 (2013, 2015)

### 개인
- 중국 슈퍼리그 국내 최다 득점자 : 2012 (10골/전체 공동 8위)
- 중국 슈퍼리그 올해의 팀 : 2012, 2013